# Døde i 2022
Døde i 2022 er en liste over notable personer, der er afgået ved døden i 2022. 

## Januar
| - Peter Bogdanovich - Sidney Poitier - Bob Saget - David Sassoli - Hans-Jürgen Dörner - Meat Loaf - Thich Nhat Hanh |

- 2. januar – Jens Jørgen Hansen, dansk fodboldspiller (født 1939).[1]
- 4. januar – Joan Copeland (en), amerikansk skuespiller (født 1922).[2]
- 6. januar – Peter Bogdanovich, amerikansk filminstruktør (født 1939).[3]
- 6. januar – Sidney Poitier, bahamansk-amerikansk skuespiller (født 1927).[4]
- 7. januar – R. Dean Taylor, canadisk soul-/popsanger (født 1939).[5]
- 9. januar – Bob Saget, amerikansk standupkomiker og skuespiller (født 1956).[6]
- 9. januar – Toshiki Kaifu, japansk politiker (født 1931).[7]
- 10. januar – Lotte Kærså, dansk musikpædagog og komponist (født 1929).[8]
- 11. januar – David Sassoli, italiensk politiker, formand for Europa-Parlamentet (født 1956).[9]
- 12. januar – Ronnie Spector, amerikansk sangerinde (født 1943).[10]
- 13. januar – Seppo Mattinen, finsk maler og grafiker (født 1930).[11]
- 13. januar – Jean-Jacques Beineix, fransk filminstruktør (født 1946).[12]
- 17. januar – Armando Gama, portugisisk sanger (født 1954).[13]
- 18. januar – Francisco Gento, spansk fodboldspiller (født 1933).[14]
- 18. januar – Paavo Heininen, finsk komponist (født 1938).[15]
- 19. januar – Nils Arne Eggen, norsk fodboldspiller og -træner (født 1941).[16]
- 19. januar – Gaspard Ulliel, fransk skuespiller (født 1984).[17]
- 19. januar - Hans-Jürgen Dörner, østtysk fodboldspiller (født 1951).[18]
- 20. januar – Meat Loaf, amerikansk sanger og skuespiller (født 1947).[19]
- 20. januar – Gernot Böhme,tysk filosof og fænomenolog. (født 1937).[20]
- 21. januar – Louie Anderson, amerikansk sanger og skuespiller (født 1953).[21]
- 21. januar – Thich Nhat Hanh, buddhistisk munk og aktivist (født 1926).[22]
- 22. januar – António Lima Pereira, portugisisk fodboldspiller (født 1952).[23]
- 23. januar – Thierry Mugler, fransk modeskaber (født 1948).[24]
- 23. januar – Jean-Claude Mézières, fransk tegneserietegner (født 1938).[25]
- 25. januar – Wim Jansen, hollandsk fodboldspiller (født 1946).[26]
- 26. januar – Alain Bancquart, fransk klassisk komponist og musiker (født 1934).[27]
- 30. januar – Jawdat Said, syrisk islamisk filosof (født 1931).[28]
- 31. januar – Flemming Quist Møller, dansk tegner og forfatter (født 1942).[29]

## Februar
| - Monica Vitti - Ronnie Hellström - Luc Montagnier - Eduardo Romero - Sally Kellerman |

- 2. februar – Monica Vitti, italiensk skuespillerinde (født 1931).[30]
- 6. februar – Ronnie Hellström, svensk fodboldmålmand (født 1949).[31]
- 6. februar – Syl Johnson, amerikansk bluesguitarist og sanger (født 1936).[32]
- 6. februar – George Crumb, amerikansk klassisk komponist (født 1929).[33]
- 6. februar – Ryszard Kubiak, polsk roer (født 1950).[34]
- 7. februar – Jacques Calonne, belgisk komponist m.m. (født 1930).[35]
- 8. februar – Luc Montagnier, fransk virolog (født 1932).[36]
- 9. februar – Ian McDonald, engelsk musiker (født 1946).[37]
- 12. februar – Ivan Reitman, canadisk filminstruktør (født 1946).[38]
- 13. februar – Eduardo Romero, argentinsk golfspiller (født 1954).[39]
- 13. februar – Burghart Schmidt, tysk filosof (født 1942).[40]
- 14. februar – Julio Morales, uruguayansk fodboldspiller (født 1945).[41]
- 19. februar – Nigel Butterley, australsk komponist (født 1935).[42]
- 19. februar – Gary Brooker, engelsk sanger og sangskriver (født 1945).[43]
- 23. februar – Britta Schall Holberg, tidligere indenrigs- og landbrugsminister (født 1941).[44]
- 23. februar – Mogens Pedersen, dansk skuespiller, sceneinstruktør og teaterleder (født 1931).[45]
- 24. februar – Sally Kellerman, amerikansk skuespillerinde (født 1937).[46]

## Marts
| - Mitch Ryan - Maryan Wisnieski - Antonio Martino - Jürgen Grabowski - Rupiah Banda - William Hurt - Scott Hall - Roberts Ķīlis - Madeleine Albright - Taylor Hawkins |

- 2. marts – Frédérick Tristan, fransk forfatter (født 1931).[47]
- 3. marts – Maryan Wisnieski, fransk fodboldspiller (født 1937).[48]
- 3. marts – Bent Sørensen, dansk skakspiller og politiker (født 1943).[49]
- 4. marts – Mitch Ryan, amerikansk skuespiller (født 1934).[50]
- 5. marts – Antonio Martino, italiensk politiker (født 1942).[51]
- 6. marts – Frank O'Farrell, irsk fodboldspiller og -træner (født 1927).[52]
- 7. marts – Muhammad Rafiq Tarar, pakistansk politiker og præsident (født 1929).[53]
- 7. marts – Avraham Hirschson, israelsk politiker og minister (født 1941).[54]
- 10. marts – Jürgen Grabowski, tysk fodboldspiller (født 1944).[55]
- 11. marts – Rupiah Banda, zambisk præsident (født 1937).[56]
- 13. marts – William Hurt, amerikansk skuespiller (født 1950).[57]
- 13. marts – Leif Hermann, dansk politiker og MF (født 1941).[58]
- 14. marts – Scott Hall, amerikansk wrestler (født 1958).[59]
- 19. marts – Roberts Ķīlis, lettisk socialantropolog (født 1968).[60]
- 23. marts – Madeleine Albright, amerikansk udenrigsminister (født 1937).[61]
- 25. marts – Taylor Hawkins, amerikansk musiker (født 1972).[62]

## April
| - Leonel Sánchez - Estelle Harris - Joachim Streich - Harrison Birtwistle - Gilbert Gottfried - Mwai Kibaki - Orrin Hatch |

- 1. april – Anne Knudsen, dansk journalist (født 1948).[63]
- 1. april – C.W. McCall, amerikansk countrysanger (født 1928).[64]
- 2. april – Leonel Sánchez, chilensk fodboldspiller (født 1936).[65]
- 2. april – Estelle Harris, amerikansk skuespillerinde (født 1928).[66]
- 5. april – Joaquim Carvalho, portugisisk fodboldspiller (født 1937).[67]
- 5. april – Sidney Altman, amerikansk molekylærbiolog og nobelprismodtager (født 1939).[68]
- 12. april – Gilbert Gottfried, amerikansk skuespiller (født 1955).[69]
- 13. april – Wolfgang Fahrian, tysk fodboldspiller (født 1941).[70]
- 13. april – Freddy Rincón, colombiansk fodboldspiller (født 1966).[71]
- 15. april – Mette Winge, dansk forfatter (født 1937).[72]
- 15. april – Helle Fastrup, dansk skuespillerinde (født 1951).[73]
- 16. april – Joachim Streich, østtysk fodboldspiller (født 1951).[74]
- 18. april – Harrison Birtwistle, engelsk komponist (født 1934).[75]
- 19. april – Kane Tanaka, japansk kvinde, der fra 2018 var verdens ældste person (født 1903).[76]
- 20. april – Marie Madeleine Steen, Kvinden med den tunge kuffert, norsk svindler (født 1957)[77].
- 21. april – Mwai Kibaki, kenyansk præsident (født 1931).[78]
- 23. april – Orrin Hatch, amerikansk senator (født 1934).[79]
- 26. april – Klaus Schulze, tysk elektronisk musiker og komponist (født 1947).[80]
- 27. april – Tove Manswell, dansk modstandskvinde og filmklipper (født 1920).[81]

## Maj
| - Leonid Kravtjuk - Sheikh Khalifa - Sidney Lee - Vangelis - Ray Liotta - Andrew Fletcher - Bujar Nishani - Evaristo Carvalho - Boris Pahor |

- 1. maj – Ivica Osim, bosnisk fodboldspiller (født 1941).[82]
- 5. maj – Leo Wilden, tysk fodboldspiller (født 1936).[83]
- 10. maj – Leonid Kravtjuk, ukrainsk politiker og tidligere præsident (født 1934).[84]
- 11. maj – Henk Groot, hollandsk fodboldspiller (født 1938).[85]
- 11. maj – Shireen Abu Akleh, palæstinensisk-amerikansk journalist (født 1971).[86]
- 13. maj – Khalifa bin Zayed Al Nahyan, præsident i de Forenede Arabiske Emirater (født 1948).[87]
- 13. maj – Ben Roy Mottelson, dansk-amerikansk fysiker, nobelpristager i fysik 1975 (født 1926).[88][89]
- 16. maj – Sidney Lee, dansk tv-personlighed (født 1979).[90]
- 17. maj – Vangelis, græsk musiker (født 1943).[91]
- 22. maj – Hakim Bey, amerikansk forfatter (født 1945).[92]
- 26. maj – Ray Liotta, amerikansk skuespiller (født 1954).[93]
- 26. maj – Andrew Fletcher, engelsk musiker (født 1961).[94]
- 26. maj – George Shapiro, amerikansk tv-producent (født 1931).[95]
- 26. maj – Angelo Sodano, italiensk kardinal (født 1927).[96]
- 28. maj – Evaristo Carvalho, tidligere præsident fra São Tomé og Príncipe (født 1941).[97]
- 28. maj – Svend Jakobsen, dansk politiker (født 1935).[98]
- 28. maj – Bujar Nishani, albansk politiker og tidligere præsident (født 1966).[99]
- 29. maj – Lester Piggott, engelsk jockey (født 1935).[100]
- 30. maj – Boris Pahor, slovensk forfatter (født 1913).[101]
- 30. maj – Ulla Ryum, dansk forfatter og dramatiker (født 1937).[102]
- 31. maj – Egbert Hirschfelder, tysk roer (født 1942).[103]

## Juni
| - Bernd Bransch - Philip Baker Hall - Robert Dumontois - Jean-Louis Trintignant - Uffe Ellemann-Jensen |

- 3. juni – Grachan Moncur, amerikansk jazzmusiker (født 1937).[104]
- 4. juni – Goran Sankovič, slovensk fodboldspiller (født 1979).[105]
- 4. juni – Alec John Such, tidligere bassist i Bon Jovi (født 1951).[106]
- 7. juni – Carl, hertug af Württemberg, tysk prins (født 1936).[107]
- 8. juni – Julio Jiménez, spansk cykelrytter (født 1934).[108]
- 9. juni – Matt Zimmerman, canadisk skuespiller (født 1934).[109]
- 11. juni – Bernd Bransch, østtysk fodboldspiller (født 1944).[110]
- 11. juni – Peter Martinussen, dansk borgmester (født 1956).[111]
- 12. juni – Philip Baker Hall, amerikansk skuespiller (født 1931).[112]
- 15. juni – Robert Dumontois, fransk roer (født 1941).[113]
- 17. juni – Jean-Louis Trintignant, fransk skuespiller (født 1930).[114]
- 18. juni – Uffe Ellemann-Jensen, dansk politiker (født 1941).[115]
- 18. juni – Ronnie Theseira, malaysisk fægter (født 1930).[116]
- 20. juni – Colin Grainger, engelsk fodboldspiller (født 1933).[117]
- 25. juni – Finn Døssing, dansk fodboldspiller (født 1941).
- 26. juni – Thue Christiansen, grønlandsk skaber af Grønlands flag (født 1940).[118]
- 26. juni – Ole E. Barndorff-Nielsen, dansk statistiker (født 1935).[119]
- 28. juni – Martin Bangemann, tysk politiker (født 1934).[120]
- 28. juni – Álvur Zachariasen, færøsk politiker (født 1931).[121]

## Juli
| - Robert Curl - James Caan - Shinzo Abe - Ivana Trump - Povl Dissing - Uwe Seeler - David Warner - Paul Sorvino - Fidel V. Ramos |

- 2. juli – Andy Goram, skotsk fodboldspiller (født 1964).[122]
- 2. juli – Peter Brook, britisk teater- og filminstruktør (født 1925).[123]
- 3. juli – Robert Curl, amerikansk kemiker og nobelprismodtager (født 1933).[124]
- 4. juli – Janusz Kupcewicz, polsk fodboldspiller (født 1955).[125]
- 4. juli – Erik Kühnau, dansk skuespiller (født 1932).[126]
- 5. juli – Arne Åhman, svensk atlet (født 1925).[127]
- 6. juli – James Caan, amerikansk skuespiller (født 1940).[128]
- 6. juli – Arnaldo Pambianco, italiensk cykelrytter (født 1935).[129]
- 6. juli - Poul Jensen, dansk fodboldspiller (født 1934).[130]
- 7. juli – Bent Foltmann, dansk professor i biokemisk genetik (født 1925).[131]
- 8. juli – Shinzo Abe, japansk politiker (født 1954).[132]
- 14. juli – Francisco Morales Bermúdez, peruviansk præsident (født 1921).[133]
- 14. juli – Ivana Trump, amerikansk forretningskvinde (født 1949).[134]
- 17. juli – Eric Flint, amerikansk forfatter (født 1947).[135]
- 18. juli – Povl Dissing, dansk sanger (født 1938).[136]
- 21. juli – Uwe Seeler, tysk fodboldspiller (født 1936).[137]
- 24. juli – David Warner, engelsk skuespiller (født 1941).[138]
- 24. juli – Uri Orlev, polsk-israelsk forfatter (født 1931).[139]
- 25. juli – Paul Sorvino, amerikansk skuespiller (født 1939).[140]
- 25. juli – David Trimble, nordirsk politiker (født 1944).[141]
- 25. juli – Marit Paulsen, svensk politiker og debattør (født 1939).[142]
- 25. juli – Niels Stokholm, dansk professor og biodynamisk landmand (født 1933).[143]
- 25. juli – Knuts Skujenieks, lettisk digter og oversætter (født 1936).[144]
- 26. juli – James Lovelock, engelsk forsker (født 1919).[145]
- 27. juli – Bernard Cribbins, engelsk skuespiller (født 1928).[146]
- 29. juli – Jean Bobet, fransk cykelrytter (født 1930).[147]
- 29. juli – Knud J.V. Jespersen, dansk historiker (født 1942).[148]
- 31. juli – Fidel V. Ramos, filippinsk forhenværende præsident (født 1928).[149]
- 31. juli – Bill Russell, amerikansk basketballspiller (født 1934).[150]

## August
| - Olivia Newton-John - Ingemar Erlandsson - Anne Heche - Wolfgang Petersen - Joseph Delaney - Nel Noddings - Mikhail Gorbatjov |

- 1. august – Hugo Fernández, uruguayansk fodboldspiller og -træner (født 1945).[151]
- 5. august – Judith Durham, australsk sangerinde og sangskriver (født 1943).[152]
- 6. august –  Carlo Bonomi, italiensk stemmeskuespiller (født 1937).[153]
- 8. august – Olivia Newton-John, britisk-australsk sangerinde og skuespillerinde (født 1948).[154]
- 8. august – Lamont Dozier, amerikansk sangskriver, producer m.m. (født 1941).[155]
- 9. august – Ingemar Erlandsson, svensk fodboldspiller (født 1957).[156]
- 9. august – Alberto Orzan, italiensk fodboldspiller (født 1931).[157]
- 10. august – Fernando Chalana, portugisisk fodboldspiller (født 1959).[158]
- 12. august – Anne Heche, amerikansk skuespillerinde (født 1969).[159]
- 12. august – Wolfgang Petersen, tysk filminstruktør (født 1941).[160]
- 14. august – Lars Engels, dansk dokumentarfilmsinstruktør (født 1942).[161][162]
- 16. august – Joseph Delaney, engelsk forfatter (født 1945).[163]
- 16. august – Eva-Maria Hagen, tysk skuespillerinde og sangerinde (født 1934).[164]
- 18. august – Josephine Tewson, engelsk skuespillerinde (født 1931).[165]
- 22. august – Jerry Allison, amerikansk trommeslager og sangskriver (født 1939).[166]
- 24. august – Christian Hjejle, dansk skuespiller (født 1940)[167]
- 25. august – Nel Noddings, amerikansk feminist og filosof (født 1929).[168]
- 25. august – Joe E. Tata, amerikansk skuespiller (født 1936).[169]
- 27. august – Mogens Palle, dansk boksepromoter (født 1934).[170]
- 27. august – Emilio Trivini, italiensk roer (født 1938).[171]
- 30. august – Mikhail Gorbatjov, tidligere sovjetisk præsident (født 1931).[172]

## September
| - Frank Drake - Thorkild Simonsen - Marsha Hunt - Piet Schrijvers - Elizabeth 2. - Klaus Behrens - Louise Fletcher - Pharoah Sanders - Knud Sørensen |

- 2. september – Frank Drake, amerikansk astronom og astrofysiker (født 1930).[173]
- 2. september – Manuel Duarte, portugisisk fodboldspiller (født 1945).[174]
- 4. september – Thorkild Simonsen, dansk borgmester og indenrigsminister (født 1926).[175]
- 4. september – Petar Bergamo, jugoslavisk/kroatisk komponist og dirigent (født 1930).[176]
- 7. september – Marsha Hunt, amerikansk skuespillerinde (født 1917).[177]
- 7. september – Piet Schrijvers, hollandsk fodboldspiller (født 1946).[178]
- 7. september – Børge Krogh, dansk bokser og boksetræner (født 1942).[179]
- 8. september – Elizabeth 2., britisk dronning (født 1926).[180]
- 8. september – Jens Birkemose, dansk maler og grafiker (født 1943).[181]
- 13. september – Jean-Luc Godard, fransk filminstruktør (født 1930).[182]
- 15. september – Poul Thomsen, dansk tv-vært (født 1938).[183]
- 17. september – Elin Reimer, dansk skuespillerinde (født 1928).[184][185]
- 18. september – Kjell Espmark, svensk forfatter (født 1930).[186]
- 18. september – Teruyuki Noda, japansk komponist og pianist (født 1940).[187]
- 19. september – Klaus Behrens, tysk roer (født 1941).[188]
- 23. september – Louise Fletcher, amerikansk skuespillerinde (født 1934).[189]
- 23. september – Hilary Mantel, engelsk forfatter (født 1952).[190]
- 24. september – Pharoah Sanders, amerikansk saxofonist og fløjtenist (født 1940).[191]
- 26. september – Knud Sørensen, dansk forfatter (født 1928).[192]
- 28. september – Coolio, amerikansk rapper (født 1963).[193]

## Oktober
| - François Remetter - Loretta Lynn - Ronnie Cuber - Toshi Ichiyanagi - Finn Winge Nielsen - Angela Lansbury - Robbie Coltrane - Yoshimi Osawa - Leszek Engelking - Jerry Lee Lewis |

- 2. oktober – François Remetter, fransk fodboldspiller (født 1928).[194]
- 4. oktober – Loretta Lynn, amerikansk countrysangerinde (født 1932).[195]
- 7. oktober – Ronnie Cuber, amerikansk saxofonist (født 1941)[196]
- 7. oktober – Toshi Ichiyanagi, japansk komponist (født 1933).[197]
- 7. oktober – Finn Winge Nielsen, dansk kunstner (født 1935).[198]
- 9. oktober – Bruno Latour, fransk filosof (født 1947).[199]
- 10. oktober – Leon Schidlowsky, chilensk/israelsk komponist (født 1931).[200]
- 11. oktober – Angela Lansbury, engelsk skuespillerinde (født 1925).[201]
- 13. oktober – Fuzzy, dansk komponist og musiker (født 1939).[202]
- 14. oktober – Robbie Coltrane, skotsk skuespiller (født 1950).[203]
- 14. oktober – Preben Rudiengaard, dansk læge og politiker (født 1944).[204]
- 18. oktober – Robert Gordon, amerikansk rockabilly-musiker (født 1947).[205]
- 20. oktober – James "Jimmy" Millar, skotsk fodboldspiller og -træner (født 1934).[206]
- 21. oktober – Yoshimi Osawa, japansk judoka (født 1926).[207]
- 21. oktober – Masato Kudo, japansk fodboldspiller (født 1990).[208]
- 22. oktober – Leszek Engelking, polsk digter og forfatter (født 1955).[209]
- 22. oktober – Marianna Rosjal-Strojeva, sovjetisk filminstruktør (født 1925).[210][211]
- 23. oktober – Ilse Jacobsen, dansk iværksætter og designer (født 1960).[212]
- 24. oktober – Elisabeth Gjerluff Nielsen, dansk sangerinde, musiker og forfatter (født 1957).[213]
- 24. oktober – Leslie Jordan, amerikansk dramatiker og tv-skuespiller (født 1955).[214]
- 24. oktober – Ash Carter, amerikansk forsvarsminister (født 1954).[215]
- 28. oktober – Jerry Lee Lewis, amerikansk sanger (født 1935).[216]
- 30. oktober – Hanne Varming, dansk billedhugger (født 1939).[217]
- 31. oktober – Keith Taylor, britisk politiker og Europa-parlamentsmedlem (født 1953).[218]

## November
| - Leslie Phillips - Kevin Conroy - John Aniston - Gallagher - Sven-Bertil Taube - Hugo Helmig - Clarence Gilyard, Jr. - Hans Magnus Enzensberger - Maurice Norman - Jiang Zemin - Christine McVie |

- 5. november – Aaron Carter, amerikansk musiker (født 1987).[219]
- 6. november – Edward C. Prescott, amerikansk økonom og nobelprismodtager (født 1940).[220]
- 7. november – Leslie Phillips, engelsk skuespiller (født 1924).[221]
- 8. november – Pierre Kartner, hollandsk musiker (født 1935).[222]
- 10. november – Kevin Conroy, amerikansk tegnefilmsdubber (født 1955).[223]
- 10. november – Henry Anglade, fransk cykelrytter (født 1933).[224]
- 11. november – John Aniston, amerikansk skuespiller (født 1933).[225]
- 11. november – Gallagher, amerikansk skuespiller og komiker (født 1946).[226]
- 11. november – Sven-Bertil Taube, svensk skuespiller og visesanger (født 1934).[227]
- 12. november – Mehran Karimi Nasseri, iransk verdensberømt flygtning (født 1945).[228]
- 13. november – Anthony Johnson - amerikansk MMA-udøver (født 1984).[229]
- 13. november – Arne Bybjerg Pedersen, dansk erhvervsmand (født 1928).[230]
- 16. november – Bjørn Brinck-Claussen, dansk skakspiller (født 1942).[231]
- 17. november – Fred Brooks, amerikansk datalog (født 1931).[232]
- 17. november – Tomás Svoboda, tjekkisk-amerikansk komponist og slagtøjsspiller (født 1939).[233]
- 18. november – Ned Rorem, amerikansk komponist (født 1923).[234]
- 19. november – Greg Bear, amerikansk forfatter (født 1951).[235]
- 22. november – Jens Arentzen, dansk skuespiller (født 1958).[236]
- 23. november – Hugo Helmig, dansk sanger (født 1998).[237]
- 23. november – Clarence Gilyard, Jr., amerikansk skuespiller (født 1955).[238]
- 23. november – David Johnson, engelsk fodboldspiller (født 1951).[239]
- 24. november – Hans Magnus Enzensberger, tysk forfatter (født 1929).[240]
- 25. november – Irene Cara, amerikansk sanger og skuespiller (født 1959).[241]
- 25. november – Ståle Dyrvik, norsk historiker (født 1943).[242]
- 25. november – Stig Hoffmeyer, dansk skuespiller (født 1940).[243]
- 26. november – Fernando Gomes, portugisisk fodboldspiller (født 1956).[244]
- 27. november – Maurice Norman, engelsk fodboldspiller (født 1934).[245]
- 28. november – Torben Rechendorff, dansk minister og eksformand for De Konservative (født 1937).[246]
- 28. november – Frank Rankmore, walisisk fodboldspiller (født 1939).[247]
- 30. november – Jiang Zemin, kinesisk præsident (født 1926).[248]
- 30. november – Christine McVie, engelsk sanger, sangskriver og musiker (født 1943).[249]

## December
| - Kirstie Alley - Birgit Cold - George Cohen - Vittorio Adorni - Franco Frattini - Ruggero Deodato - Pelé - Edgar Savisaar - Vivienne Westwood - Barbara Walters - Pave Benedikt 16. |

- 1. december – Ercole Baldini, italiensk cykelrytter (født 1933).[250]
- 1. december – Mylène Demongeot, fransk skuespillerinde (født 1935).[251]
- 2. december – Yoshio Kikugawa, japansk fodboldspiller (født 1944).[252]
- 2. december – Martin Larsen, dansk forfatter m.v. (født 1969).[253]
- 4. december – Preben Damgaard, dansk erhvervsleder (født 1963).[254]
- 5. december – Kirstie Alley, amerikansk skuespillerinde (født 1951).[255]
- 5. december – Per Schultz Jørgensen, dansk professor og formand for Børnerådet (født 1933).[256]
- 6. december – Edino Krieger, brasiliansk komponist og dirigent (født 1928).[257]
- 6. december – Ichirou Mizuki, japansk sanger og skuespiller (født 1948).[258]
- 9. december – Joseph Kittinger, faldskærmsudspringer (født 1928).[259]
- 10. december – Georgia Holt, amerikansk sanger, skuespiller og model (født 1926).[260]
- 12. december – Mirosław Hermaszewski, polsk astronaut (født 1941).[261]
- 12. december – Hermann Nuber, tysk fodboldspiller (født 1935).[262]
- 14. december – Rock Nalle, dansk sanger (født 1943).[263]
- 16. december – Birgit Cold, dansk-norsk arkitekt (født 1936).[264]
- 23. december – George Cohen, engelsk fodboldspiller (født 1939).[265]
- 23. december – Txetxu Rojo, spansk fodboldspiller (født 1947).[266]
- 24. december – Vittorio Adorni, italiensk cykelrytter (født 1937).[267]
- 24. december – Franco Frattini, italiensk politiker (født 1957).[268]
- 24. december – Kathy Whitworth, amerikansk golfspiller (født 1939).[269]
- 25. december – Fabián O'Neill, uruguayansk fodboldspiller (født 1973).[270]
- 27. december – Andrzej Iwan, polsk fodboldspiller (født 1959).[271]
- 29. december – Ruggero Deodato, italiensk filminstruktør (født 1939).[272]
- 29. december – Pelé, brasiliansk fodboldspiller (født 1940).[273]
- 29. december – Shabana Rehman, norsk-pakistansk komiker og samfundsdebattør (født 1976).[274]
- 29. december – Edgar Savisaar, estisk politiker og tidligere premiereminister (født 1959).[275]
- 29. december – Vivienne Westwood, britisk modedesigner (født 1941).[276]
- 30. december – Barbara Walters, amerikansk journalist og tv-vært (født 1929).[277]
- 31. december – Pave Benedikt 16., pave emeritus (født 1927).[278]